# Raphitoma corbis
Raphitoma corbis is een slakkensoort uit de familie van de Raphitomidae. De wetenschappelijke naam van de soort is voor het eerst geldig gepubliceerd in 1838 door Potiez.